# Liste der Naturdenkmale in Großlittgen
Die Liste der Naturdenkmale in Großlittgen nennt die im Gemeindegebiet von Großlittgen ausgewiesenen Naturdenkmale (Stand 11. März 2024).

## Naturdenkmale
| Nr.         | Bezeichnung    | Lage                                                             | Beschreibung                                                 | Bild                                    |
| ----------- | -------------- | ---------------------------------------------------------------- | ------------------------------------------------------------ | --------------------------------------- |
| ND-7231-418 | 186 Buchsbäume | südöstlich von Kloster Himmerod, innerhalb der Klostermauer Lage | Buxus sempervirens, 186 Pflanzen; flächenhaftes Naturdenkmal | Direkt Bild zu diesem Denkmal hochladen |